# Tre Valli Varesine
La Tre Valli Varesine és una competició ciclista professional d'un sol dia i que es disputa anualment pels voltants de Varese, a la província homònima, a la Llombardia.
Es disputa des del 1919, sent sempre una etapa en línia, a excepció de l'edició de 1955, en què fou una contrarellotge de 100 km.
Forma part del Trittico Lombardo, junt amb la Coppa Agostoni i la Coppa Bernocchi, totes elles disputades a la Llombardia en tres jornades consecutives, durant el mes de setembre.
Els ciclistes que més vegades han guanyat la cursa han estat els italians Gianni Motta i Giuseppe Saronni, amb quatre victòries cadascun.

## Palmarès
| Any                                             | Vencedor                                | Segon                                   | Tercer                                  |                                         |
| ----------------------------------------------- | --------------------------------------- | --------------------------------------- | --------------------------------------- | --------------------------------------- |
| 1919                                            | Pierino Bestetti                        | Giovanni Scaioni                        | Angelo Bianchi                          |                                         |
| 1920                                            | Raimondo Rosa                           | Carlo Spina                             | Camillo Bertarelli                      |                                         |
| 1921                                            | Luigi Gilardi                           | Vincenzo Botta                          | ?                                       |                                         |
| 1922                                            | Domenico Piemontesi                     | G. Vigano                               | L. Malinverni                           |                                         |
| 1923                                            | Felice Brusatori                        | Mario Bianchi                           | V. Florini                              |                                         |
| 1924                                            | Libero Ferrario                         | V. Florini                              | Luigi Magnotti                          |                                         |
| 1925                                            | Giovanni Tizzoni                        | Luigi Magnotti                          | Aniceto Cattaneo                        |                                         |
| 1926                                            | Mario Bonvicini                         | Roberto Lorenzetti                      | Aleardo Simoni                          |                                         |
| 1927                                            | Renato Zanone                           | Paolo Zanetti                           | Aleardo Simoni                          |                                         |
| 1928                                            | Battista Visconti                       | Attilio Marangoni                       | Aleardo Simoni                          |                                         |
| 1929                                            | Ambrogio Morelli                        | Alessandro Catalani                     | Allegro Grandi                          |                                         |
| 1930                                            | Albino Binda                            | Luigi Ferrando                          | Riccardo Proserpio                      |                                         |
| 1931                                            | Luigi Giacobbe                          | Francesco Camusso                       | Michele Mara                            |                                         |
| 1932                                            | Domenico Piemontesi                     | Alfredo Bovet                           | Luigi Giacobbe                          |                                         |
| 1933                                            | Alfredo Bovet                           | Remo Bertoni                            | Luigi Macchi                            |                                         |
| 1934                                            | Severino Canavesi                       | Attilio Masarati                        | Luigi Barral                            |                                         |
| 1935                                            | Pietro Chiappini                        | Ercole Rigamonti                        | Edmondo Toccaceli                       |                                         |
| 1936                                            | Cesare del Cancia                       | Michele Benente                         | Enrico Mollo                            |                                         |
| 1937                                            | Olimpio Bizzi                           | Diego Marabelli                         | Glauco Servadei                         |                                         |
| 1938                                            | Gino Bartali                            | Severino Canavesi                       | Secondo Magni                           |                                         |
| 1939                                            | Olimpio Bizzi                           | Gino Bartali                            | Adolfo Leoni                            |                                         |
| 1940                                            | Cino Cinelli                            | Mario Ricci                             | Fausto Coppi                            |                                         |
| 1941                                            | Fausto Coppi                            | Olimpio Bizzi                           | Gino Bartali                            |                                         |
| 1942                                            | Luciano Succi                           | Vasco Begamaschi                        | Mario de Benedetti                      |                                         |
| 1943-1944. Suspesa per la Segona Guerra Mundial |                                         |                                         |                                         |                                         |
| 1945                                            | Adolfo Leoni                            | Mario Ricci                             | Gino Bartali                            |                                         |
| 1946                                            | Enrico Mollo                            | Mario Ricci                             | Renzo Zanazzi                           |                                         |
| 1947                                            | Fiorenzo Magni                          | Mario Ricci                             | Louis Thietard                          |                                         |
| 1948                                            | Fausto Coppi                            | Gino Bartali                            | Antonio Bevilacqua                      |                                         |
| 1949                                            | Nedo Logli                              | Vittorio Seghezzi                       | Renzo Zanazzi                           |                                         |
| 1950                                            | Antonio Bevilacqua                      | Alfredo Martini                         | Mario Ricci                             |                                         |
| 1951                                            | Guido de Santi                          | Alfredo Pasotti                         | Pasquale Fornara                        |                                         |
| 1952                                            | Giuseppe Minardi                        | Alfredo Martini                         | Arrigo Padovan                          |                                         |
| 1953                                            | Nino Defilippis                         | Marcello Pellegrini                     | Bruno Monti                             |                                         |
| 1954                                            | Giorgio Albani                          | Rino Benedetti                          | Giuseppe Minardi                        |                                         |
| 1955                                            | Fausto Coppi                            | Aldo Moser                              | Giuseppe Minardi                        |                                         |
| 1956                                            | Gastone Nencini                         | Giorgio Albani                          | Giuseppe Minardi                        |                                         |
| 1957                                            | Germain Derijcke                        | Ercole Baldini                          | Angelo Conterno                         |                                         |
| 1958                                            | Carlo Nicolo                            | Aldo Moser                              | Giorgio Tinazzi                         |                                         |
| 1959                                            | Dino Bruni                              | Giovanni Verucchi                       | Armando Pellegrini                      |                                         |
| 1960                                            | Nino Defilippis                         | Rino Benedetti                          | Angelo Conterno                         |                                         |
| 1961                                            | Willy Vannitsen                         | Carlo Azzini                            | Diego Ronchini                          |                                         |
| 1962                                            | Giuseppe Ferrardi                       | Jos Hoevenaers                          | Franco Balmamion                        |                                         |
| 1963                                            | Italo Zilioli                           | Franco Cribiori                         | Guido de Rosso                          |                                         |
| 1964                                            | Marino Vigna                            | Antonio Bailetti                        | Flaviano Vicentini                      |                                         |
| 1965                                            | Gianni Motta                            | Michele Dancelli                        | Felice Gimondi                          |                                         |
| 1966                                            | Gianni Motta                            | Italo Zilioli                           | Vito Taccone                            |                                         |
| 1967                                            | Gianni Motta                            | Giorgio Zancanaro                       | Tommaso de Pra                          |                                         |
| 1968                                            | Eddy Merckx                             | Michele Dancelli                        | Gianni Motta                            |                                         |
| 1969                                            | Marino Basso                            | Dino Zandegù                            | Luciano Armani                          |                                         |
| 1970                                            | Gianni Motta                            | Eddy Merckx                             | Felice Gimondi                          |                                         |
| 1971                                            | Giancarlo Polidori                      | Constantino Conti                       | Italo Zilioli                           |                                         |
| 1972                                            | Giacinto Santambrogio                   | Marino Basso                            | Michele Dancelli                        |                                         |
| 1973                                            | Enrico Paolini                          | Marcello Bergamo                        | Italo Zilioli                           |                                         |
| 1974                                            | Constantino Conti                       | Giacinto Santambrogio                   | Enrico Paolini                          |                                         |
| 1975                                            | Fabrizio Fabbri                         | Mauro Simonetti                         | Serge Parsani                           |                                         |
| 1976                                            | Francesco Moser                         | Roger de Vlaeminck                      | Gianbattista Baronchelli                |                                         |
| 1977                                            | Giuseppe Saronni                        | Phil Edwards                            | Valerio Lualdi                          |                                         |
| 1978                                            | Francesco Moser                         | Giovanni Battaglin                      | Gianbattista Baronchelli                |                                         |
| 1979                                            | Giuseppe Saronni                        | Pierino Gavazzi                         | Roger de Vlaeminck                      |                                         |
| 1980                                            | Giuseppe Saronni                        | Pierino Gavazzi                         | Silvano Contini                         |                                         |
| 1981                                            | Gregor Braun                            | Alessandro Paganessi                    | Pierino Gavazzi                         |                                         |
| 1982                                            | Pierino Gavazzi                         | Claudio Torelli                         | Gianbattista Baronchelli                |                                         |
| 1983                                            | Alessandro Paganessi                    | Silvano Contini                         | Serge Demierre                          |                                         |
| 1984                                            | Pierino Gavazzi                         | Gianbattista Baronchelli                | Marino Amadori                          |                                         |
| 1985                                            | Giovanni Mantovani                      | Giuseppe Saronni                        | Pierino Gavazzi                         |                                         |
| 1986                                            | Guido Bontempi                          | Pierino Gavazzi                         | Roberto Pagnin                          |                                         |
| 1987                                            | Franco Ballerini                        | Kjel Nilsson                            | Marco Bergamo                           |                                         |
| 1988                                            | Giuseppe Saronni                        | Guido Bontempi                          | Pierino Gavazzi                         |                                         |
| 1989                                            | Gianni Bugno                            | Charly Mottet                           | Dirk de Wolf                            |                                         |
| 1990                                            | Pascal Richard                          | Claudio Chiappucci                      | Thomas Wegmuller                        |                                         |
| 1991                                            | Guido Bontempi                          | Pascal Richard                          | Gérard Rue                              |                                         |
| 1992                                            | Massimo Ghirotto                        | Pascal Richard                          | Herbert Niederberger                    |                                         |
| 1993                                            | Massimo Ghirotto                        | Francesco Casagrande                    | Bruno Cenghialta                        |                                         |
| 1994                                            | Claudio Chiappucci                      | Vladislav Bóbrik                        | Stefano Zanini                          |                                         |
| 1995                                            | Roberto Caruso                          | Angelo Lecchi                           | Stefano Colage                          |                                         |
| 1996                                            | Fabrizio Guidi                          | Andrea Tafi                             | Massimo Donati                          |                                         |
| 1997                                            | Roberto Caruso                          | Dario Andriotto                         | Marco Serpellini                        |                                         |
| 1998                                            | Davide Rebellin                         | Giuseppe di Grande                      | Maximilian Sciandri                     |                                         |
| 1999                                            | Sergio Barbero                          | Davide Rebellin                         | Francesco Casagrande                    |                                         |
| 2000                                            | Massimo Donati                          | Davide Rebellin                         | Daniele de Paoli                        |                                         |
| 2001                                            | Mirko Celestino                         | Paolo Valoti                            | Gianluca Bortolami                      |                                         |
| 2002                                            | Eddy Ratti                              | Danilo Di Luca                          | Laurent Dufaux                          |                                         |
| 2003                                            | Danilo Di Luca                          | Andrea Ferrigato                        | Markus Zberg                            |                                         |
| 2004                                            | Fabian Wegmann                          | Danilo Di Luca                          | Vladimir Duma                           |                                         |
| 2005                                            | Stefano Garzelli                        | Lorenzo Bernucci                        | Damiano Cunego                          |                                         |
| 2006                                            | Stefano Garzelli                        | Rinaldo Nocentini                       | Raffaele Ferrara                        |                                         |
| 2007                                            | Christian Murro                         | Alessandro Bertolini                    | Kanstantsín Siutsou                     |                                         |
| 2008                                            | Francesco Ginanni                       | Leonardo Bertagnolli                    | Damiano Cunego                          |                                         |
| 2009                                            | Mauro Santambrogio                      | Francesco Masciarelli                   | Alexander Botxarov                      |                                         |
| 2010                                            | Daniel Martin                           | Domenico Pozzovivo                      | Jérôme Baugnies                         |                                         |
| 2011                                            | Davide Rebellin                         | Domenico Pozzovivo                      | Thibaut Pinot                           |                                         |
| 2012                                            | David Veilleux                          | Andrea Palini                           | Danilo Di Luca                          |                                         |
| 2013                                            | Kristijan Đurasek                       | Francesco Bongiorno                     | Aleksandr Kólobnev                      |                                         |
| 2014                                            | Michael Albasini                        | Sonny Colbrelli                         | Filippo Pozzato                         |                                         |
| 2015                                            | Vincenzo Nibali                         | Serguei Firsànov                        | Giacomo Nizzolo                         |                                         |
| 2016                                            | Sonny Colbrelli                         | Diego Ulissi                            | Francesco Gavazzi                       |                                         |
| 2017                                            | Alexandre Geniez                        | Thibaut Pinot                           | Vincenzo Nibali                         |                                         |
| 2018                                            | Toms Skujiņš                            | Thibaut Pinot                           | Peter Kennaugh                          |                                         |
| 2019                                            | Primož Roglič                           | Giovanni Visconti                       | Toms Skujiņš                            |                                         |
| 2020                                            | Suspesa                                 | Suspesa                                 | Suspesa                                 |                                         |
| 2021                                            | Alessandro De Marchi                    | Davide Formolo                          | Tadej Pogačar                           |                                         |
| 2022                                            | Tadej Pogačar                           | Sergio Higuita                          | Alejandro Valverde                      |                                         |
| 2023                                            | Ilan Van Wilder                         | Richard Carapaz                         | Plantilla:Neutre-d Aleksandr Vlàssov    |                                         |
| 2024                                            | Suspesa a mitja cursa per fortes pluges | Suspesa a mitja cursa per fortes pluges | Suspesa a mitja cursa per fortes pluges | Suspesa a mitja cursa per fortes pluges |